# Dimos Agios Dimitrios
Dimos Agios Dimitrios (Agios Dimitrios) är en kommun i Grekland.   Den ligger i prefekturen Nomarchía Athínas och regionen Attika, i den sydöstra delen av landet, 5 km söder om huvudstaden Aten. Antalet invånare är 71 294. Dimos Agios Dimitrios gränsar till Nea Smyrni.